# 2012年ロンドンオリンピックのバーレーン選手団
2012年ロンドンオリンピックのバーレーン選手団（2012ねんロンドンオリンピックのバーレーンせんしゅだん）は、2012年7月27日から8月12日にかけてイギリスの首都ロンドンで開催された2012年ロンドンオリンピックのバーレーン選手団、およびその競技結果。

## 概要
今大会は銅メダル1個を獲得した。

## 選手団
- 人員: 選手 12人
- 開会式旗手: Azza Al Qasmi

## メダル
| メダル | 選手名             | 競技     | 種目      | 日付（現地） |
| ------ | ------------------ | -------- | --------- | ------------ |
| 銅     | マリアム・ジャマル | 陸上競技 | 女子1500m | 8月10日      |

## 種目別選手・スタッフ名簿及び成績

### 陸上競技
- ベラル・マンスール・アリ（男子1500m）3分37秒98 決勝
- Bilisuma Shugi（男子5000m）13分31秒84 予選敗退
- ハサン・マハブーブ（男子10000m）途中棄権
- Genzeb Shumi Regasa
  - （女子800m）2分1秒76 準決勝敗退
  - （女子1500m）4分14秒02 予選敗退
- ミミ・ベレテ（女子1500m）4分5秒91 準決勝敗退
- マリアム・ジャマル（女子1500m）4分10秒74 銅メダル獲得
- Lishan Dula（女子マラソン）2時間36分20秒
- Tejitu Daba（女子5000m）15分5秒59 予選敗退
- シタイエ・エシェテ
  - （女子5000m）15分5秒48 予選敗退
  - （女子10000m）30分47秒25

### 射撃
- Azza Al Qasmi（女子ライフル3姿勢）

### 競泳
- Khalid Alibaba（男子100mバタフライ）1分4秒05 予選敗退
- Sara Al Flaij（女子50m自由形）33秒81 予選敗退